# 松本亦太郎
松本亦太郎（日语：／ Matsumoto Matatarō，1865年11月3日—1943年12月24日）是一名日本心理学家。

## 生平
1865年出生于上野国高崎 (现今日本群马县)，旧姓饭野，1879年成为松本家的养子。毕业于东京帝国大学文学部哲学系。师从元良勇次郎。之后相继毕业于耶鲁大学和莱比锡大学。1906年成为东京帝国大学教授，开设心理学教程。1927年创建日本心理学会并担任首任会长。

## 荣誉
- 1924年6月30日获得勳二等瑞寶章。